# Gerry Humphreys (Tontechniker)
Gerry Humphreys  (* 11. Mai 1931 in Llandrindod Wells, Wales; † 5. Dezember 2006 in London)  war ein englischer Tontechniker, der 1983 für den Monumentalfilm  Gandhi und 1986 für das Filmdrama A Chorus Line jeweils in der Kategorie „Bester Ton“ für einen Oscar nominiert wurde. Mehrfach wurde er für den BAFTA Film Award nominiert, den er zweimal erringen konnte. Von seinem Heimatland wurde er mit dem britischen Verdienstorden geehrt.

## Leben
Gerry Humphreys hat sich in über 250 Filmen in seiner Eigenschaft als Tontechniker in Großbritannien einen Namen gemacht. Er arbeitete mit so bedeutenden Regisseuren wie Roman Polański, Richard Attenborough, Richard Lester und John Schlesinger zusammen. Beispielhaft seien genannt: Wenn Katelbach kommt… (1966) von Roman Polanski mit Donald Pleasence; Petulia (1968) von Richard Lester mit Julie Christie; Der Löwe im Winter (1968) von Anthony Harvey mit Peter O’Toole und Katharine Hepburn; Sunday, Bloody Sunday (1971) von John Schlesinger mit Peter Finch; The Ruling Class (1972) von Peter Medak, wiederum mit Peter O’Toole; Die Brücke von Arnheim (1977) von Richard Attenborough mit Dirk Bogarde; American Werewolf (1981) von John Landis;  Blade Runner (1982) von Ridley Scott mit Harrison Ford; Gandhi (1982) von Richard Attenborough mit Ben Kingsley; Ein Fisch namens Wanda (1988) von Charles Crichton mit John Cleese und Jamie Lee Curtis und Himmel über der Wüste (1990) von Bernardo Bertolucci mit Debra Winger und John Malkovich.
Humphreys, der in Wales geboren wurde, wuchs in Esher, einem Vorort von London, auf. Seine Karriere beim Film begann er 1947 im Walton Studio, allerdings erst einmal als Botenjunge, bevor er 1953 für Lewis Milestone tätig werden durfte. Das erste Mal verantwortlich am Mischpult stand er 1965 in Roman Polanskis Film Ekel. Während seiner langjährigen Karriere beim Film musste er sich vielen Veränderungen im Sound-Bereich anpassen. Für seine Verdienste für die Förderung der Filmindustrie in Großbritannien wurde er 1995 mit dem Order of the British Empire ausgezeichnet.
1983 erhielt Humphreys zusammen mit Robin O’Donoghue, Jonathan Bates und Simon Kaye eine Oscar-Nominierung in der Kategorie „Bester Ton“ für das Filmdrama Gandhi von Richard Attenborough. Der Oscar ging an Robert Knudson, Robert J. Glass, Don Digirolamo und Gene S. Cantamessa  und das Filmdrama  E.T. – Der Außerirdische.
1986 wurde Humphreys zusammen mit Donald O. Mitchell, Michael Minkler und Christopher Newman für einen Oscar nominiert in der Kategorie „Bester Tonschnitt“ für das Filmdrama A Chorus Line von Richard Attenborough. Der Oscar ging an Chris Jenkins, Gary Alexander, Larry Stensvold und Peter Handford und die Literaturverfilmung Jenseits von Afrika.

## Filmografie (Auswahl)
- 1952: Nur fünf Tage Zeit (Emergency Call)
- 1954: Radio Cab Murder
- 1958: Ich war Montys Double (I Was Monty’s Double)
- 1965: Ekel
- 1966: Wenn Katelbach kommt… (Cul-de-sac)
- 1966: Toll trieben es die alten Römer (A Funny Thing Happened on the Way to the Forum)
- 1967: Wie ich den Krieg gewann (How I Won the War)
- 1968: Brandung (Boom; Boom!)
- 1968: Petulia
- 1968: Der Löwe im Winter (The Lion in Winter)
- 1969: Ein Hauch von Sinnlichkeit (The Appointment)
- 1971: Sunday, Bloody Sunday
- 1972: Sein Leben in meiner Gewalt (The Offence)
- 1973: Der Mackintosh-Mann (The Mackintosh Man)
- 1973: Die drei Musketiere (The Three Musketeers)
- 1974: Die vier Musketiere – Die Rache der Mylady (The Four Musketeers)
- 1975: Brannigan – Ein Mann aus Stahl (Brannigan)
- 1975: Der Tag der Heuschrecke (The Day of the Locust)
- 1975: Der rosarote Panther kehrt zurück (The Return of the Pink Panther)
- 1976: Robin und Marian
- 1977: Jesus von Nazareth (Jesus of Nazareth)
- 1977: Die Brücke von Arnheim (A Bridge Too Far)
- 1978: Die Ballade von Jimmie Blacksmith (The Chant of Jimmie Blacksmith)
- 1978: Die Wildgänse kommen (The Wild Geese)
- 1978: Der große Eisenbahnraub (The First Great Train Robbery)
- 1979: Yanks – Gestern waren wir noch Fremde (Yanks)
- 1980: Der kleine Lord (Little Lord Fauntleroy)
- 1981: Die Nadel (Eye of the Needle)
- 1981: American Werewolf (An American Werewolf In London)
- 1981: Ragtime
- 1982: Blade Runner
- 1982: Gandhi
- 1983: Forever Young
- 1984: 1984 (Nineteen Eighty-Four)
- 1985: Quatermain – Auf der Suche nach dem Schatz der Könige (King Solomon’s Mines)
- 1985: A Chorus Line
- 1986: Die Fliege (The Fly)
- 1987: Schrei nach Freiheit (Cry Freedom)
- 1988: Ein Fisch namens Wanda (A Fish Called Wanda)
- 1988: Madame Sousatzka
- 1990: Himmel über der Wüste (The Sheltering Sky)
- 1991: Stepping Out
- 1992: Chaplin
- 1993: Little Buddha
- 1995: Circle of Friends – Im Kreis der Freunde (Circle of Friends)
- 1996: The Quest – Die Herausforderung (The Quest)
- 1998: Hering auf der Hose (The Revengers’ Comedies)
- 1999: Tee mit Mussolini (Tea with Mussolini)
- 1999: Grey Owl
- 2002: Before You Go

## Auszeichnungen
- 1972: Nominierung für den  BAFTA Film Award mit Sunday, Bloody Sunday
- 1978: Nominierung des BAFTA TV Award mit Jesus von Nazareth
- 1978: Gewinner des BAFTA Award mit Die Brücke von Arnheim
- 1978: Nominierung für den AFI Award mit Die Ballade von Jimmie Blacksmith
- 1983: Oscarnominierung für Gandhi
- 1983: Nominierung für den BAFTA Film Award mit Gandhi und mit Blade Runner
- 1986: Oscarnominierung für A Chorus Line
- 1986: Nominierung für den  BAFTA Film Award mit A Chorus Line
- 1988: Gewinner des BAFTA Film Award mit Schrei nach Freiheit
- 1994: Nominierung für den Golden Reel Award bei den Motion Picture Sound Editors für Little Buddha
- 1995: Ausgezeichnet mit dem Order of the British Empire
- 2001: Nominierung für den Video Premiere Award mit Grey Owl